# 下双镇
下双镇，是中华人民共和国甘肃省武威市凉州区下辖的一个乡镇级行政单位。
2015年，甘肃省民政厅批复同意撤销下双乡，设立下双镇。

## 行政区划
下双镇下辖以下地区：
蓄水村、沙河村、涨泗村、南水村、下双村、河水村和于家湾村。